# Daniele Vantaggiato
Daniele Vantaggiato est footballeur italien né le 10 octobre 1984 à Brindisi. Il évolue au poste d'ailier droit.
En 2012, il est suspendu par le procureur fédéral pour une durée de 3 ans pour matchs truqués.